# Sirignano
Sirignano ist eine italienische Gemeinde mit 2842 Einwohnern (Stand 31. Dezember 2023) in der Provinz Avellino in der Region Kampanien. Sie ist Teil der Bergkommune Comunità Montana Partenio - Vallo di Lauro.

## Geografie
Die Nachbargemeinden sind  Avella, Baiano, Mugnano del Cardinale, Quadrelle und Summonte.